# 1877
Évszázadok: 18. század – 19. század – 20. század
Évtizedek: 1820-as évek – 1830-as évek – 1840-es évek – 1850-es évek – 1860-as évek – 1870-es évek – 1880-as évek – 1890-es évek – 1900-as évek – 1910-es évek – 1920-as évek
Évek: 1872 – 1873 – 1874 – 1875 –  1876 – 1877 – 1878 – 1879 – 1880 – 1881 – 1882

## Események
- március 4. – Leteszi hivatali esküjét az Egyesült Államok 19. elnöke, Rutherford B. Hayes.[1]
- április 11. – Hivatalosan megalakul az Oszmán Vörös Félhold Társaság.[2]
- április 14. – Oroszország hadat üzen az Oszmán Birodalomnak; elkezdődik az orosz-török háború.[3]
- április 12. – Az Egyesült Királyság annektálja a Dél-afrikai Köztársaságot.
- augusztus 12. – Asaph Hall amerikai csillagász felfedezi a Mars mindkét holdját, a Phobost és a Deimost.
- október 28. – Megnyílik a budapesti Nyugati pályaudvar.

## Az év témái

### 1877 a jogalkotásban
- Lásd: az 1877 a jogalkotásban című szócikkben.

## Születések
- január 27. – Matija Slavič szlovén teológus, fordító, egyetemi rektor. Az ő közreműködése is hozzájárult, hogy a Szlovén–Horvát–Szerb Állam megkapta a Vendvidék nagy részét (ma a Muravidék) az első világháború után († 1958)
- január 31. – Magyar Ede építész († 1912)
- február 15. – Louis Renault francia autógyáros (†  1944)
- április 2. – Mészáros Ervin olimpiai bajnok vívó († 1940)
- április 7. – Osvát Ernő szerkesztő, író († 1929)
- április 23. – Péchy László földbirtokos, főispán, császári és királyi kamarás, országgyűlési képviselő († 1942)
- április 26. – Terkán Lajos csillagász († 1940)
- április 29. – Patacsi Dénes magyar gazdálkodó, politikus, országgyűlési képviselő, államtitkár († 1957)
- május 3. – Nopcsa Ferenc kalandos életű, román családi gyökerű magyar báró, paleontológus, geológus, albanológus, albán trónaspiráns, a Magyar Tudományos Akadémia tagja († 1933)
- május 8. – Adolf Meschendörfer, erdélyi szász író († 1962)
- május 9. – Heller Farkas, közgazdász, az MTA tagja († 1955)
- május 28. – Makszimilian Alekszandrovics Volosin, orosz festő, költő, író, antropozófus († 1932)
- június 12. – Edith Rosenbaum divattervező, a Titanic első osztályú és megmenekült utasa († 1975)
- június 27. – Charles Glover Barkla Nobel-díjas (1917) angol fizikus († 1944)
- július 2. – Hermann Hesse Nobel-díjas német-svájci író, költő († 1962)
- július 6. – vitéz Újfalussy Gábor magyar lovassági főparancsnok, altábornagy, országgyűlési képviselő († 1945)
- július 16. – Schick Béla gyermekorvos († 1967)
- július 27. – Dohnányi Ernő, zeneszerző, karmester, zongoraművész, pedagógus († 1960)
- július 31. – Usidzsima Micuru japán tábornok, később altábornagy a Császári Hadseregben, a második világháború végén Okinava védője († 1945)
- augusztus 12. – Bartha Albert, katonatiszt, politikus, miniszter († 1960)
- augusztus 23. – Gräfl Ödön úszó, vízilabdázó, sportvezető († 1972)
- augusztus 23. – Medgyaszay István, építész, szakíró († 1959)
- szeptember 1. – Francis William Aston, Kémiai Nobel-díjas angol fizikus († 1945)
- szeptember 2. – Frederick Soddy, Kémiai Nobel-díjas angol kémikus († 1956)
- szeptember 2. – Milan Nedić szerb katonatiszt, politikus († 1946)
- október 13. – Dedics Kálmán magyar műlakatos, repülőgépmotor-szerkesztő és építő († 1969)
- október 17. – Batthyány Ervin nagybirtokos, iskolaalapító, az anarchizmus tanainak hirdetője († 1945)
- november 20. – Id. Rubányi (Roubal) Vilmos, magyar karnagy († 1968)
- november 22. – Ady Endre, költő († 1919)
- november 22. – Joan Gamper, svájci labdarúgó és klubelnök, az FC Barcelona alapítója († 1930)
- december 8. – Fenyő Miksa, író († 1972)

## Halálozások
- január 1. – Karl von Urban császári altábornagy (* 1802)
- január 28. – Tavasi Lajos pedagógus (* 1814)
- február 15. – Szelmár István, magyarországi szlovén író (* 1823)
- február 22. – Eduard Gaertner(wd) német festő (* 1801)
- március 30. – Antoine-Augustin Cournot(wd) francia matematikus, közgazdász, filozófus (* 1801)
- április 3. – Fekete János megyei tiszteletbeli főjegyző, levéltáros, költő (* 1817)
- április 19. – Kecskeméthy Aurél ügyvéd, újságíró, Görgei titkára, világutazó (* 1827)
- április 21. – Alfred Wilhelm Volkmann(wd) német fiziológus, anatómus (* 1801)
- június 3. – Ludwig von Köchel osztrák jogász, zenetörténész és természettudós, a Köchel-jegyzék megalkotója (* 1800)
- szeptember 12. – Marschalkó János szobrász (* 1818)
- szeptember 17. – William Henry Fox Talbot, angol természettudós (* 1800)
- szeptember 23. – Urbain Le Verrier, francia matematikus és csillagász (* 1811)
- szeptember 26. – Hermann Günther Grassmann, porosz matematikus (* 1809)
- november 13. – Hugó Károly, magyar drámaíró (* 1808)
- december 4. – Hertelendy Miklós magyar huszárezredes (* 1813)
- december 31. – Gustave Courbet, francia festő (* 1819)